# Italie au Concours Eurovision de la chanson 1993
L'Italie a participé au Concours Eurovision de la chanson 1993 le 15 mai à Millstreet, en Irlande. C'est la 35e participation de l'Italie au Concours Eurovision de la chanson.
Le pays est représenté par le chanteur Enrico Ruggeri et la chanson Sole d'Europa, sélectionnés en interne par la RAI.

## Sélection
Le radiodiffuseur italien, la Radiotelevisione Italiana (RAI, Radio-télévision italienne), choisit l'artiste et la chanson en interne pour représenter l'Italie au Concours Eurovision de la chanson 1993.
| Artiste        | Chanson       | Langue  | Traduction      |
| -------------- | ------------- | ------- | --------------- |
| Enrico Ruggeri | Sole d'Europa | Italien | Soleil d'Europe |

Lors de cette sélection, c'est la chanson Sole d'Europa, interprétée par Enrico Ruggeri, qui fut choisie pour représenter l'Italie à l'Eurovision 1993. 
Le chef d'orchestre sélectionné pour l'Italie à l'Eurovision 1993 est Vittorio Cosma.

## À l'Eurovision

### Points attribués par l'Italie
| 12 points | Irlande            |
| 10 points | Suisse             |
| 8 points  | Allemagne          |
| 7 points  | Malte              |
| 6 points  | Pays-Bas           |
| 5 points  | Espagne            |
| 4 points  | Slovénie           |
| 3 points  | Bosnie-Herzégovine |
| 2 points  | Grèce              |
| 1 point   | Royaume-Uni        |

### Points attribués à l'Italie
| 12 points | 10 points               | 8 points   | 7 points             | 6 points |
| --------- | ----------------------- | ---------- | -------------------- | -------- |
|           | - Luxembourg - Portugal | - Finlande | - Malte              |          |
| 5 points  | 4 points                | 3 points   | 2 points             | 1 point  |
| - France  |                         |            | - Espagne - Pays-Bas | - Suisse |

Enrico Ruggeri interprète Sole d'Europa en première position, précédant la Turquie. À la fin du vote, l'Italie termine 12e sur 25 pays, ayant reçu 45 points au total,.